# Pawlowo (Kaliningrad, Baltijsk)
Pawlowo (russisch Па́влово, auch imeni Pawlowa, deutsch Lochstädt, prußisch Lochstete) ist ein Ortsteil der Stadt Baltijsk  (Pillau) in der russischen Oblast Kaliningrad.

## Geographische Lage
Der Ort befindet sich in der historischen Region Ostpreußen, auf der südlichen Landzunge des Samlandes, etwa sieben Kilometer nördlich des Stadtzentrums von Pillau (Baltijsk).

## Burg Lochstädt
Hier befand sich die Ruine einer der größten Burgen des Deutschen Ordens. Bei dem Schloss hatte sich früher das Lochstädter Tief befunden, eine Seedurchfahrt zwischen Ostsee und Frischem Haff, die etwa zwischen 1308 und 1311 infolge einer Sturmflut versandete, woraufhin das Alte Tief gegenüber der Burg Balga entstand.  Vor der Versandung des Lochtädter Tiefs war Schloss Lochstädt entscheidend für die Kontrolle über den Schiffsverkehr zwischen dem Haff und der Ostsee gewesen. Um 1780 war das Schloss Lochstädt Sitz des Domänenamts Lochstädt, das aus zwei Vorwerken und 13 Dörfern bestand.
Bei der Befestigung der Stadt Pillau wurde die Burg teilweise zerstört, weitere schwere Zerstörungen erfolgten im Zweiten Weltkrieg. In den 1990er-Jahren vermuteten Archäologen in der Burgruine Teile des Bernsteinzimmers.

## Geschichte

Lochstädt, auf dem nördlichen Ausläufer der Frischen Nehrung und südwestlich der Stadt Fischhausen am Nordufer des Frischen Haffs, auf einer Landkarte von 1910.

Erstmals wird der Ort als Witland Ende des 9. Jahrhunderts von Wulfstan erwähnt. 1246 hieß er „castrum Witlandesort quod dicitur nunc Locstete“. Laukstyte war der Name eines prußischen Edlen aus Witlandsort. Der aus dem Prußischen abgeleitete Name weist auf glitzerndes Wasser (laukstits: glitzernd, funkelnd). 
Im Polnisch-Schwedischer Krieg von 1626–1629 wurde Lochstädt am 18. Mai 1627 von Truppen Gustav-Adolfs, der in Pillau gelandet war, eingeschlossen, und am 25. Mai 1626 wurde hier ein Waffenstillstandsabkommen mit dem Herzogtum Preußen abgeschlossen, das bis zum 29. September desselben Jahres andauerte.
Um 1816 beabsichtigten Pächter des Bernsteinregals, am Ostseestrand bei Lochstädt-Neuhäuser ein öffentliches Strandbad zu gründen; die königliche Regierung setzte sich jedoch für die Verwirklichung eines Strandbads bei Cranz ein.
Im Jahr 1831 gehörten zu dem ehemaligen Domänenvorwerk rund 2180 Morgen Land, davon waren 1805 aber nur 211 Morgen Ackerland, 68 Morgen Wiesen, und fünf Morgen waren als Gartenland genutzt worden; das übrige Land war Weide oder zum Teil unbrauchbares Land. Bei Annahme von zusätzlich zu investierenden Wiederinstandsetzungskosten in Höhe von 2000 Reichstalern war das baufällig gewordene Vorwerk 1829 zu einem amtlichen Schätzpreis von 2601 Talern zum Kauf angeboten worden.

### Bevölkerungsentwicklung
| Jahr | Einwohner | Anmerkungen                                           |
| ---- | --------- | ----------------------------------------------------- |
| 1816 | 56        | [ 5 ]                                                 |
| 1831 | 77        | davon 51 im Hauptort und 26 in der Siedlung Neuhäuser |
| 1858 | 88        | davon 87 Evangelische und einer Katholik              |

## Kirche
Bereits in vorreformatorischer Zeit war Lochstädt ein Kirchort, damals mit der St.-Adalberts-Kirche in Tenkitten der Kirche Alt Pillau unterstellt. Nach Einsturz der 1525 zur evangelischen Pfarrkirche umgewidmeten St.-Adalberts-Kirche im Jahre 1669 wurden die Gottesdienste in die Kapelle der Burg Lochstädt verlegt, die seither als „Pfarrkirche“ galt. Sie wurde im letzten Jahrzehnt des 13. Jahrhunderts in gotischer Bauweise errichtet. Ein alter Beichtstuhl aus der St.-Adalberts-Kirche wurde in der Sakristei der Burgkapelle aufbewahrt. Altar, Kanzel, Taufstein und Orgel wurden nach 1670 neu beschafft. Zwar blieb nach dem Zweiten Weltkrieg der Burgsüdflügel mit der Sakristei erhalten, wurde jedoch in den 1960er Jahren abgerissen. Das Kirchspiel Lochstädt, von dem 1885 die Filialkirche Alt Pillau abgetrennt wurde, gehörte bis 1945 zum Kirchenkreis Fischhausen innerhalb der Kirchenprovinz Ostpreußen der Kirche der Altpreußischen Union. Die Pfarrer wohnten in Tenkitten.